# Río Datong
El río Datong (en chino, 大通河; pinyin, Dàtōng hé) es un largo río del noroeste de China, uno de los principales afluentes del río Amarillo en su curso alto. Tiene una longitud de 554 km y discurre por las provincias de Gansu  y Qinghai.